# Croix de Louve
La croix de la Louve (ou Croix aux trois jambes) est une croix monumentale, situé sur le territoire de la commune de Vany, dans le département français de la Moselle.

## Histoire
La croix est érigée en 1445, par Nicolas Louve, échevin de Metz.
Lors des pèlerinages à Sainte-Barbe, elle était l'un des points d’arrêt du chemin et était également l'objet de dévotion de la part de jeunes filles et de femmes en age d'avoir des enfants.
La croix est classée au titre des monuments historiques par arrêté du 29 juillet 1896.
En 1940, un camion militaire a sérieusement endommagé la croix et ce n'est qu'en 1981 qu'elle est entièrement restaurée par le communes de Vany et Vantoux,.

## Description
Le toit a une forme tétraédrique sur lequel repose une croix et maintenu par trois piliers, qui sont à l'origine du surnom de la croix : Croix aux trois jambes,. Chaque angle du toit tétraédrique est orné d'une gargouille.